# Stațiunea de Cercetare Dezvoltare pentru Viticultură și Vinificație Bujoru
Stațiunea de Cercetare Dezvoltare pentru Viticultură și Vinificație Bujoru este o unitate de cercetare fundamentală și aplicată în domeniul viticulturii și vinificației subordonată Institutului de Cercetare-Dezvoltare pentru Viticultură și Vinificație Valea Calugărească, singurul institut de cercetare-dezvoltare agricolă în domeniul viticulturii al Academiei de Științe Agricole și Silvice „Gheorghe Ionescu-Șișești”.

## Istoric
Stațiunea de Cercetare-Dezvoltare pentru Viticultură și Vinificație Bujoru a fost înființată în 1977, prin Decretul Prezidențial nr.41, pentru a promova și susține cultura viței de vie într-o regiune cu mari suprafețe dedicate acestei culturi.
Activitatea desfășurată în acest centru de cercetare-dezvoltare a contribuit la crearea apelativului Podgoria Dealu Bujorului.